# Discografie van Black Top Records
Dit is een lijst van albums uitgekomen op het platenlabel Black Top Records:
| Cat.nr. | Cat.nr. | Artiest/Titel                                                | Jaar |
| ------- | ------- | ------------------------------------------------------------ | ---- |
| BT      | 1001    | Anson Funderburgh & The Rockets: Talk To You By Hand         | 1981 |
| BT      | 1021    | The Cold Cuts: Meat The Cold Cuts                            | 1982 |
| BT      | 1022    | Anson Funderburgh & The Rockets: She Knocks Me Out!          | 1982 |
| BT      | 1023    | Ronnie Earl: Smokin'                                         | 1982 |
| BT      | 1024    | Buckwheat Zydeco: 100% Fortified Zydeco                      | 1983 |
| BT      | 1025    | Johnny Reno & His Sax Maniacs: "Born To Blow" (12" single)   | 1983 |
| BT      | 1031    | The Neville Brothers: Neville-ization                        | 1984 |
| BT      | 1032    | Anson Funderburgh & The Rockets: My Love Is Here To Stay     | 1984 |
| BT      | 1033    | Ronnie Earl: Deep Blues                                      | 1984 |
| BT      | 1034    | Ron Levy: Ron Levy's Wild Kingdom                            | 1986 |
| BT      | 1035    | Earl King w/The Roomful of Blues: Glazed                     | 1986 |
| BT      | 1036    | Hubert Sumlin: Blues Party                                   | 1987 |
| BT      | 1037    | Snooks Eaglin: Baby, You Can Get Your Gun                    | 1987 |
| BT      | 1038    | Anson Funderburgh & The Rockets: Sins                        | 1987 |
| BT      | 1039    | Nappy Brown: Something Gonna Jump Out the Bushes             | 1988 |
| BT      | 1040    | Ron Levy's Wild Kingdom: Safari To New Orleans               | 1988 |
| BT      | 1041    | Grady Gaines & the Texas Upsetters: Full Gain                | 1988 |
| BT      | 1042    | Ronnie Earl: Soul Searchin'                                  | 1988 |
| BT      | 1043    | James "Thunderbird" Davis: Check Out Time                    | 1989 |
| BT      | 1044    | V.A.: Blues-A-Rama Vol. 1 (Anson, Ron Levy, Grady Gaines)    | 1989 |
| BT      | 1045    | V.A.: Blues-A-Rama Vol. 2                                    | 1989 |
| BT      | 1046    | Snooks Eaglin: Out of Nowhere                                | 1989 |
| BT      | 1047    | Al Copley: Automatic Overdrive                               | 1989 |
| BT      | 1048    | Bobby Radcliff: Dresses Too Short                            | 1989 |
| BT      | 1049    | Anson Funderburgh & The Rockets: Rack'em Up                  | 1989 |
| BT      | 1050    | Joe "Guitar" Hughes: If You Want To See The Blues            | 1989 |
| BT      | 1051    | Mike Morgan and the Crawl: Raw and Ready                     | 1990 |
| BT      | 1052    | Earl King: Sexual Telepathy                                  | 1990 |
| BT      | 1053    | Hubert Sumlin: Healing Feeling                               | 1990 |
| BT      | 1054    | Al Copley and Hal Singer: Royal Blue                         | 1990 |
| BT      | 1055    | V.A.: Gulf Coast Blues                                       | 1990 |
| BT      | 1056    | V.A.: Blues-A-Rama Vol. 3 (J. Davis, B. Radcliff, Ron Levy)  | 1990 |
| BT      | 1057    | V.A.: Blues-A-Rama Vol. 4 (Grady Gaines, Joe Medwick)        | 1990 |
| BT      | 1058    | V.A.: Blues-A-Rama Vol. 5 (Ronnie Earl, Joe Hughes)          | 1990 |
| BT      | 1059    | Tri Saxual Soul Champs (Sil Austin, Fats Jackson)            | 1990 |
| BT      | 1060    | Ronnie Earl: Peace of Mind                                   | 1990 |
| BT      | 1061    | Greg Piccolo: Heavy Juice                                    | 1990 |
| BT      | 1062    | Rod Piazza: Blues in the Dark                                | 1991 |
| BT      | 1063    | Robert Ward: Fear No Evil                                    | 1991 |
| BT      | 1064    | Mike Morgan and the Crawl: Mighty Fine Dancin'               | 1991 |
| BT      | 1065    | James Harman: Do Not Disturb                                 | 1991 |
| BT      | 1066    | V.A.: Blues Cocktail Party (James Harman, Earl, Eaglin)      | 1991 |
| BT      | 1067    | Bobby Radcliff: Universal Blues                              | 1991 |
| BT      | 1068    | Anson Funderburgh & The Rockets: Tell Me What I Want To Hear | 1991 |
| BT      | 1069    | Ronnie Earl: Surrounded By Love                              | 1991 |
| BT      | 1070    | Darrell Nulisch & Texas Heat: Orange Soda                    | 1991 |
| BT      | 1071    | Carol Fran & Clarence Hollimon: Soul Sensation               | 1992 |
| BT      | 1072    | Snooks Eaglin: Teasin' You                                   | 1992 |
| BT      | 1073    | V.A.: Blues-A-Rama Vol. 6 (Snooks, Anson, Sumlin)            | 1992 |
| BT      | 1074    | Lynn August: Creole Cruiser                                  | 1992 |
| BT      | 1075    | V.A.: Blues Pajama Party (Piazza, King, Eaglin)              | 1992 |
| BT      | 1076    | Rod Piazza: Alphabet Blues                                   | 1992 |
| BT      | 1077    | Anson Funderburgh: Thru the Years                            | 1992 |
| BT      | 1078    | V.A.: Soul Survey (Robert Ward, Earl King, etc.)             | 1992 |
| BT      | 1079    | V.A.: Blues Guitar Spotlight                                 | 1992 |
| BT      | 1080    | Mike Morgan and the Crawl: Full Moon Over Dallas             | 1992 |
| BT      | 1081    | Maria Muldaur: Louisiana Love Call                           | 1992 |
| BT      | 1082    | Ronnie Earl: Test of Time                                    | 1992 |
| BT      | 1083    | V.A.: Blues Harmonica Spotlight                              | 1992 |
| BT      | 1084    | Grady Gaines: Horn Of Plenty                                 | 1992 |
| BT      | 1085    | Magic Sam: Magic Touch                                       | 1992 |
| BT      | 1086    | Bobby Parker: Bent Out Of Shape                              | 1993 |
| BT      | 1087    | Rod Piazza: Harpburn                                         | 1993 |
| BT      | 1088    | Robert Ward: Rhythm of the People                            | 1993 |
| BT      | 1089    | V.A.: Blues-A-Rama Vol. 7 (R. Ward, Carol Fran, The Crawl)   | 1993 |
| BT      | 1090    | Earl King: Hard River To Cross                               | 1993 |
| BT      | 1091    | James Harman: Two Sides To Every Story                       | 1993 |
| BT      | 1092    | Lynn August: Sauce Picante                                   | 1993 |
| BT      | 1093    | Earl Hooker: Play Your Guitar, Mr. Hooker                    | 1993 |
| BT      | 1094    | Guitar Shorty: Topsy Turvey                                  | 1993 |
| BT      | 1095    | Solomon Burke: Soul Of The Blues                             | 1993 |
| BT      | 1096    | Terrance Simien: There Is Room For Us All                    | 1993 |
| BT      | 1097    | Hollywood Fats: Rock This House                              | 1993 |
| BT      | 1098    | Big Joe and the Dynaflows: Layin' in the Alley               | 1994 |
| BT      | 1099    | Junior Watson: Long Overdue                                  | 1994 |
| BT      | 1100    | Carol Fran & Clarence Hollimon: See There                    | 1994 |
| BT      | 1101    | Johnny Dyer: Listen Up (with Rick Holmstrom)                 | 1994 |
| BT      | 1102    | Mike Morgan and the Crawl: Ain't Worried No More             | 1994 |
| BT      | 1103    | W. C. Clark: Heart of Gold                                   | 1994 |
| BT      | 1104    | James Harman: Cards On The Table                             | 1994 |
| BT      | 1105    | Lee Rocker: Lee Rocker's Big Blue                            | 1994 |
| BT      | 1106    | Mike Morgan and the Crawl: Let the Dogs Run                  | 1994 |
| BT      | 1107    | Maria Muldaur: Meet Me At Midnite                            | 1994 |
| BT      | 1108    | Solomon Burke: Live At The House Of Blues                    | 1994 |
| BT      | 1109    | Bill Kirchen: Tombstone Every Mile                           | 1994 |
| BT      | 1110    | Bobby Radcliff: Theres A Cold Grave in My Way                | 1994 |
| BT      | 1111    | Anson Funderburgh & The Rockets: Live at Grand Emporium      | 1995 |
| BT      | 1112    | Snooks Eaglin: Soul's Edge                                   | 1995 |
| BT      | 1113    | Little Sonny Jones: New Orleans R&B Gems                     | 1995 |
| BT      | 1114    | Johnny Dyer: Shake It!                                       | 1995 |
| BT      | 1115    | Tommy Ridgley: Since The Blues Began                         | 1995 |
| BT      | 1116    | V.A.: Blues Costume Party (Mighty Flyers, Lynn August)       | 1995 |
| BT      | 1117    | Phillip Walker: Working Girl Blues                           | 1995 |
| BT      | 1118    | James Harman: Black & White                                  | 1995 |
| BT      | 1119    | Bobby Parker: Shine Me Up                                    | 1995 |
| BT      | 1120    | Kid Ramos: Two Hands One Heart                               | 1995 |
| BT      | 1121    | Lee Rockers Big Blue: Atomic Boogie Hour                     | 1995 |
| BT      | 1122    | V.A.: Blues, Misletoe & Santa's Helper                       | 1995 |
| BT      | 1123    | Robert Ward: Black Bottom                                    | 1995 |
| BT      | 1124    | Blue Vocal Dynamite (Bobby Parker, Lee McBee)                | 1995 |
| BT      | 1125    | Rick Holmstrom: Lookout!!                                    | 1995 |
| BT      | 1126    | Guitar Shorty: Get Wise To Yourself                          | 1995 |
| BT      | 1127    | Freddie King: Live At Electric Ballroom 1974                 | 1995 |
| BT      | 1128    | Jesse Thomas: Looking For That Woman                         | 1995 |
| BT      | 1129    | Lonnie Brooks: Live At Pepper's 1968                         | 1995 |
| BT      | 1130    | Bill Kirchen: Have Love Will Travel                          | 1995 |
| BT      | 1131    | W. C. Clark: Texas Soul                                      | 1995 |
| BT      | 1132    | Mike Morgan: Looky Here!                                     | 1996 |
| BT      | 1133    | Robert Ealey: Turn Out The Lights                            | 1996 |
| BT      | 1134    | Rusty Zinn: Sittin' & Waitin'                                | 1996 |
| BT      | 1135    | V.A.: Black Top Instrumental Blues Dynamite!                 | 1996 |
| BT      | 1136    | Gary Primich: Company Man                                    | 1997 |
| BT      | 1137    | Snooks Eaglin: Live in Japan                                 | 1997 |
| BT      | 1138    | Robert Ealey: I Like Music When I Party                      | 1997 |
| BT      | 1139    | Johnny Copeland: Live in Australia                           | 1997 |
| BT      | 1140    | Anson Funderburgh/Sam Myers: That's What They Want           | 1997 |
| BT      | 1141    | Bobby Radcliff: Live at the Rynborn                          | 1997 |
| BT      | 1142    | Dave Myers: You Can't Do That                                | 1998 |
| BT      | 1143    | Mike Morgan and the Crawl: The Road                          | 1998 |
| BT      | 1144    | Henry Butler: Blues After Sunset                             | 1998 |
| BT      | 1145    | W. C. Clark: Lover's Plea                                    | 1998 |
| BT      | 1146    | Phillip Walker: I Got A Sweet Tooth                          | 1998 |
| BT      | 1147    | Guitar Shorty: Roll Over Baby                                | 1998 |
| BT      | 1148    | Chris Thomas King: Red Mud                                   | 1998 |
| BT      | 1149    | Roscoe Shelton: Let It Shine                                 | 1998 |
| BT      | 1150    | Earl Gaines: Everything's Gonna Be Allright                  | 1998 |
| BT      | 1151    | Rusty Zinn: Confessin'                                       | 1999 |
| BT      | 1152    | Omar & The Howlers: Swingland                                | 1999 |
| BT      | 1153    | Gary Primich: Botheration                                    | 1999 |
| BT      | 1154    | Mike Morgan: I Like The Way You Work It                      | 1999 |
| BT      | 7001    | Rod Piazza: California Blues                                 | 1997 |
| BT      | 7002    | Ronnie Earl: Plays Big Blues                                 | 1997 |
| BT      | 7003    | Robert Ward: Twiggs County Soul Man                          | 1997 |
| BT      | 7004    | Earl King: New Orleans Street Talkin'                        | 1997 |
| BT      | 7005    | Bayou State Boogie                                           | 1997 |
| BT      | 7006    | Solomon Burke: King Of Rock'n'Soul                           | 1997 |
| BT      | 7007    | Jump & Swing: Austin, Funderburgh, Piazza                    | 1997 |
| BT      | 002     | Blues-A-Rama: A Budget Sampler (21 tracks)                   | 1990 |
| BT      | 003     | Blue Highway Sampler: (Funderburgh, King, Eaglin)            | 1995 |